# St. Louis Blues (film, 1958)
Pour les articles homonymes, voir St Louis Blues.
St. Louis Blues est un film américain réalisé par Allen Reisner en 1958 inspiré de la vie de W.C. Handy (1873-1958), chanteur et compositeur de blues américain.

## Synopsis
Will Handy grandit en Alabama avec son père (pasteur) et sa tante Hagar. Son père entend, bien qu'il utilise ses dons musicaux uniquement à des fins religieuses à l'église, mais Will n'arrive pas à se séparer de la musique de rue de son époque. Après avoir écrit une première chanson, Gogo, une chanteuse, arrive à le convaincre de l'accompagner. Will est étranglé par la culture forte de son père et ses chansons de blues. Enfin la famille se réunit quand Gogo les fait venir à New York pour voir Will chanter une de ses chansons au milieu d'un orchestre symphonique.

## Distribution
- Nat King Cole : Will Handy
- Eartha Kitt : Gogo
- Pearl Bailey : Tante Hagar
- Cab Calloway : Blade
- Ella Fitzgerald : elle-même
- Mahalia Jackson : Bessie May
- Billy Preston : Will Handy enfant
- Ruby Dee : Elisabeth
- Juano Hernandez : le père
- Jester Hairston (non crédité) : membre du chœur